# Xinran
Xinran (em chinês: 薛欣然, pinyin: Xuē Xīnrán; Pequim, 19 de julho de 1958) é uma jornalista, radialista e escritora chinesa. Xinran foi apresentadora de um programa de rádio em Nanquim entre os anos de 1989 e 1997, denominado "Palavras na brisa noturna". Nele, discutia aspectos do cotidiano e dava conselhos aos ouvintes.
É a autora do livro Sky Burial, romance que retrata a ida de uma chinesa em busca do marido desaparecido no Tibete. No Brasil, foi publicado em 2004 pela Companhia das Letras sob o título Enterro Celestial.

## Vida
Nascida em Pequim, em 19 de julho de 1958, no ano do Grande Salto Adiante, Xinran e seu irmão cresceram com os pais de sua mãe, membros de uma família abastada, culta e ocidentalizada.
Seus pais foram presos durante a Revolução Cultural e durante os dez anos em que passaram na cadeia, as duas crianças foram mandadas para escolas militares, marcadas como "crianças negras", filhos de uma família antirrevolucionária e traidora da nação.
Xinran obteve duas graduações enquanto esteve tutelada pelo Exército Militar, e posteriormente estudou Direito Internacional.
Em 1988, começou a trabalhar no rádio, depois de 12 anos trabalhando no Exército. Com a reabertura econômica da China, o governo começou a relaxar o controle sobre a mídia e instalou várias antenas de rádio. Nesta época, Xinran começou o seu programa de rádio "Palavras na brisa noturna" e foi um dos primeiros a acontecer sem passar pela censura do Estado. O programa de rádio foi ao ar de 1989 a 1997, todas as noites entre 22 horas à meia-noite.
O programa passou a ter milhões de ouvintes e a jornalista começou a receber ligações e cartas todos os dias, com relatos de mulheres de todas as classes sobre suas vidas e suas experiências.
Em 1997, mudou-se para Londres e começou a escrever as histórias das mulheres chinesas que entrevistou ao longo de sua carreira, resultando na publicação de seu primeiro livro, As Boas Mulheres da China, publicado em 2002. O livro traça um panorama sobre a condição feminina da China revolucionária, suas consequências e da China atual. Muitas das histórias foram retiradas do seu programa de rádio "Palavras na brisa noturna".
Xinran escreveu para o jornal The Guardian entre os anos de 2003 e 2015 e atuou como professora na School of Oriental and African Studies da Universidade de Londres, entre os anos de 1997 e 2001. Em 2004, Xinran fundou uma ONG, a The Mother's Bridge of Love, com o objetivo de auxiliar órfãos chineses e estreitar a compreensão entre Ocidente e China.
Em 2009, Xinran e Ma Jian vieram ao Brasil como autores convidados para a Festa Literária Internacional de Paraty (FLIP), sendo os primeiros autores a representarem a China neste evento literário.
Xinran escreveu a maioria dos seus livros em mandarim, pois afirma que por serem livros de não-ficção ela sentiu a necessidade de escrever na voz dos próprios chineses. O único livro escrito originalmente em inglês foi O Que os Chineses Não Comem, por se tratar de uma coletânea de textos publicados na sua coluna no jornal The Guardian.
Atualmente, Xinran faz parte do corpo docente da Faculty of Humanities and Social Sciences da Universidade de Nottingham (Ningbo, China), como professora honorária.

## Obras
- As Boas Mulheres da China (2003, Companhia das Letras)
- Enterro Celestial (2004, Companhia das Letras)
- O Que os Chineses Não Comem (2008, Companhia das Letras)
- Testemunhas da China (2009, Companhia das Letras)
- As Filhas Sem Nome (2010, Companhia das Letras)
- Mensagem de uma Mãe Chinesa Desconhecida (2011, Companhia das Letras)
- Compre-me o céu (2017, Companhia das Letras)